# エディ・マッグーティ
エディ・マッグーティ（Eddie McGoorty、1889年7月31日 - 1929年11月2日）は、アメリカ合衆国ウィスコンシン州ユーリーカ出身のプロボクサー。元オーストラリア公認世界ミドル級チャンピオン。

## 略歴
アイルランド系。オーストラリアへ遠征中の1914年1月1日、デイブ・スミスを初回KOしてオーストラリア公認世界ミドル級王者となる。
同年2月7日、パット・ブラッドリーに勝って防衛を果たすが、1914年3月14日、強豪ジェフ・スミスを相手の2度目の防衛戦でハプニングが起こった。20ラウンドを戦ってレフェリーの判定はマッグーティだったものの、観衆が暴動を起こして判定が覆ったのである。
翌1915年7月31日、天才王者レス・ダーシーに挑戦したが15回TKO負け。王座返り咲きはならなかった。1922年引退。

## 通算戦績
128戦64勝（42KO）16敗11引分け37無判定